# Growing Up Is Killing Me
Growing Up Is Killing Me è il terzo album in studio del gruppo musicale statunitense Veara, pubblicato il 24 settembre 2013 dalla Epitaph Records.

## Tracce
1. Next Stop... Everywhere – 2:28
2. The Worst Part of You – 3:08
3. None of the Above – 2:55
4. Growing Up Is Killing Me (feat. Dan Campbell) – 3:00
5. Between Friends and a Hard Place – 3:49
6. Don't Call Me Lucky (feat. Shane Told) – 3:38
7. Lens of Truth – 3:22
8. Paralysis by Analysis – 3:17
9. Separate Ways – 3:08
10. Fake Blood (feat. Andrew DeNeef) – 3:11
11. No More Secrets – 2:45
12. The World Won't Wait – 3:43

## Formazione
Veara
- Bradley Wyrosdick – voce, chitarra ritmica
- Patrick Bambrick – chitarra solista, voce secondaria
- Bryan Kerr – basso, voce secondaria
- Brittany Harrell – batteria, percussioni, cori

Altri musicisti
- Michael "Mitch" Milan – tastiera
- Dan Campbell – cori
- Andrew Deneef – cori
- Shane Told – cori

Produzione
- Dan Korneff – produzione, ingegneria del suono, missaggio
- Jerry Farley – produzione addizionale, ingegneria del suono, editing digitale
- Jim Romano – ingegneria del suono, editing digitale
- Brittany Harrell – ingegneria del suono
- Joel Otte – ingegneria del suono
- Nick Steinborn – ingegneria del suono
- Jordan Valeriote – ingegneria del suono
- Brian Robbins – assistenza all'ingegneria del suono
- Alex Prieto – editing digitale
- John Bender – editing digitale
- Rob Destefano – tecnico chitarre
- Ted Jensen – mastering